# Chitor

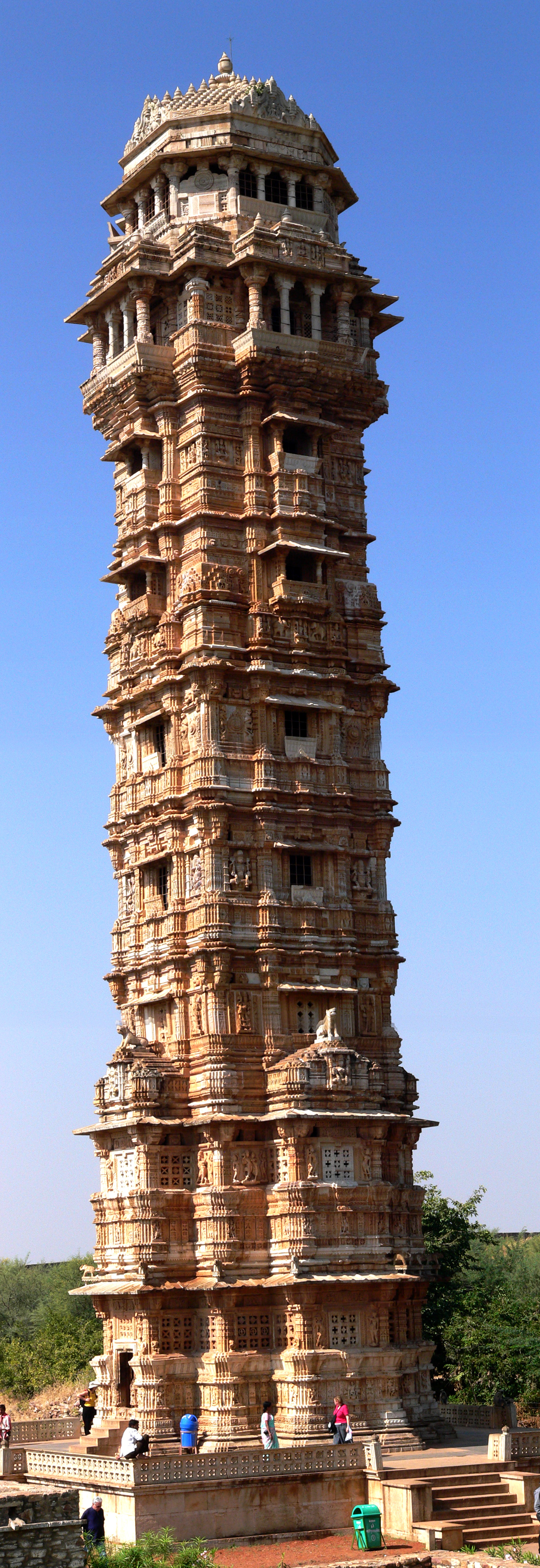
Torre de la Victòria

Chitor fou una ciutat de l'antic principat de Mewar i la seva primera capital. També era la capital d'una zila (districte) que portava, tanmateix, el nom de Chitor. Modernament el seu nom és Chittorgarh (també apareix com Chittor, Chittaur, o Chittaurgarh) i és una municipalitat del Rajasthan a la riba del riu Berach i capital del districte de Chittorgharh, amb una població de 96.028 habitants (2001).
La zila, la formaven 440 pobles i la ciutat de Chitor amb uns 66.000 habitants el 1901. La ciutat de Chitor, al mig d'una plana amb un turó on se situa el fort, fou escenari de decisives batalles i contenia joies de l'arquitectura de l'Índia. Està situada a uns 105 km a l'est-sud-est d'Udaipur (Rajasthan) i tenia 7.593 habitants el 1901. Actualment és capital del districte de Chittorgarh.
A la rodalia de la ciutat, en direcció a Udaipur, el Sanwariyaji Mandir (temple) dedicat a Krishna, que rebia importants donacions dels cultivadors d'opi, fou renovat modernament. A 5 km hi ha l'actual Bassi Wildlife Sanctuary, una reserva d'animals amb 50 km², a les faldes occidentals de la serralada dels Vindhya (Vindhyachal Ranges).
El turó de Chitor, de 180 metres d'alçària (el cim té un km d'ample i 5 de llarg), contenia el fort de Mewar (també
fort de l'Aigua per les seves 84 fonts de les quals resten 22), que va ser atacat tres vegades pels khilji de Delhi al segle XIV. Després de tres setges (1534, 1535 i 1567) fou en el darrer ocupada per Akbar; moltes dones es va immolar abans de lliurar-se a l'enemic. La capital fou traslladada a Udaipur (Rajasthan) i el fort fou abandonat. El fort disposava d'una muralla i diverses portes que portaven al cim. És l'únic lloc de l'Índia on es troben torres independents diferents de les shikares (shikara = 'torre de coronació d'un temple'). Les portes n'eren set, Padan Pol, Bhairon Pol, Hanuman Pol, Jorla Pol, Ganesh Pol, Lakhman Pol, i Ram Pol; a l'interior hi ha residències, torres, temples i palaus.
Per a la ciutat moderna, vegeu Chittorgarh (apareix també com Chitorgarh, Chitaugarh i altres variacions).

## Arquitectura de Chitor

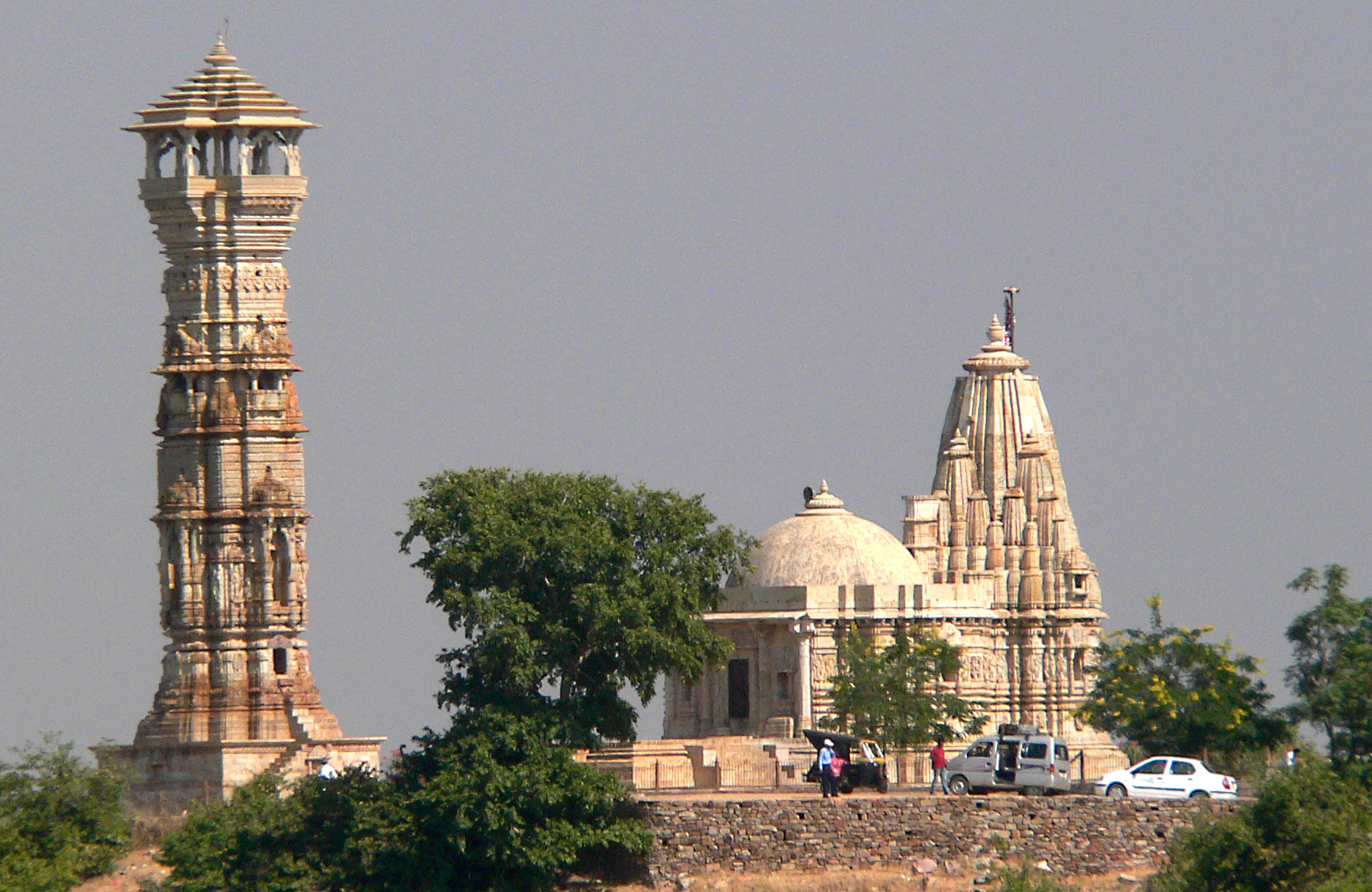
Un dels nombrosos edificis de Chitor

El palau més antic del fort és un palau construït pel rana Khumba Singh al segle XV, avui en ruïnes, conegut per palau Khumba; és l'edifici més gran de Chitor; a les cel·les dels soterranis, la rani Padmini i altres dones van fer el jahuar ('immolació').
El palau de Ratan Singh inclou una cisterna del segle XVI anomenada Gaumukh, en el qual se suposa que va néixer Udai Singh, el fundador de la ciutat d'Udaipur. El palau Padmini fou erigit al damunt de la cisterna al segle XIX amb uns esplèndids jardins a l'entorn; fou l'escenari de l'incident que va portar a la guerra entre Ala al-Din Khilij de Delhi i Ratan Singh de Mewar; la seva estructura és típicament femenina. El palau Fateh Prakash fou erigit pel maharana Fateh Sing abans de 1930, a la part central del fort, i és actualment un museu amb elements de la reialesa, i escultures dels temples i edificis del fort; inclou un ídol de Ganesh, una font i diversos frescos excepcionals.
Hi ha també sis temples jains. El temple jain de Sattavish devri és el temple més gran i el seu nom concret és Bhagawan Adinatha; inclou 52 devkulikas; el seu nom indica que antigament hi va haver 27 temples en el lloc, entre els quals el Digamabar i la Kirti stambha o torre de la Fama (stambha = 'pilar'), que és un memorial del segle XIII construït per un comerciant jain; estàtues de tirthankaras estan esculpides a la torre; té set alçades i 24 metres sobre una plataforma a terra; unes escales a l'interior permeten arribar a la part alta on es gaudeix d'una magnífica vista. Les primeres stambha van ser construïdes per l'emperador Asoka en molts llocs dels seus dominis, pràctica continuada pels jains.
Un temple destacat n'és el Sat Bees, de l'estil dels temples del mont Abu; està construït en rajoles i no en marbre. El temple Meera (Meera Mandir) fou construït per Khumba Singh el 1449 i dedicat a Vishnu, amb magnífics ídols que l'adornen. El Kalika Mata Mandir (temple) dedicat a la dea mare, és del segle viii, però reformat totalment al segle XIV.
El monument més important és la torre de la Victòria (Vijay stambha), construïda entre 1458 i 1468 pel rana Khumba Singh després de la seva victòria sobre els musulmans i dedicada a Vishnu; té nou plantes i 36 metres d'alçària; l'ascens es fa per una escala en espiral, i el seu disseny és únic.

## Història
La tradició atribueix la seva fundació a Bhim, el segon dels sobirans pandaves; el seu nom antic fou Chitrakot, que hauria agafat de Chitrang, el cap dels rajputs moris que van governar aquí al segle vii, i que van deixar una cisterna i un palau al sud del turó. Els moris van perdre la fortalesa el 734 davant de Bapa Rawal, i va esdevenir capital dels rajes rajputs sisòdia de Mewar (Udaipur) fins al 1567, quan la capital fou traslladada a Udaipur (Rajasthan). El 1303, la ciutat fou saquejada per Ala al-Din Muhammad Shah I Khalji (1296-1316) de Delhi, que la va cedir al seu fill Khizr Khan, el qual li va donar el nom de Khizrabad; els rajputs la van recuperar, però a la meitat del segle XIV fou saquejada altre cop per Muhammad Shah II Tughluk (1325-1351); el 1534 la va assolar Bahadur Shah de Gujarat; i el 1567 Akbar el Gran; en aquesta darrera ocasió, la capital fou traslladada a Udaipur.